# Мішел Маседо (футболіст)
Мішел Маседо Роша Машадо (порт. Míchel Macedo Rocha Machado, нар. 15 лютого 1990, Ріо-де-Жанейро), відомий як просто Мішел — бразильський футболіст, правий захисник клубу «Сеара».

## Ігрова кар'єра
Народився 15 лютого 1990 року в місті Ріо-де-Жанейро. Вихованець юнацьких команд футбольних клубів «Ботафогу» та «Фламенго».
У дорослому футболі дебютував 2008 року виступами в Іспанії за «Альмерію», у сезоні 2009/10 став вже основним гравцем на рівні Ла-Ліги. У 2013–2014 роках на правах оренди грав на батьківщині за «Атлетіко Мінейру», після чого ще півтора сезони захищав кольори «Альмерії».
Згодом у 2016–2018 роках ще два сезони відіграв на рівні найвищого іспанського дивізіону за «Лас-Пальмас».
Другу половину 2018 року провів без клубу, після чого знайшов варіант продовження кар'єри в команді «Корінтіанс». 2021 року віддавався в оренду до «Жувентуде», а 2022 року приєднався до клубу «Сеара».